# The Seed of Foolishness
The Seed of Foolishness è il sesto album della band thrash metal italiana Extrema.

## Tracce
1. Between the Lines - 4:32
2. The Politics - 3:23
3. Pyre of Fire - 4:00
4. The Distance - 4:03
5. Ending Prophecies - 6:59
6. Bones - 4:23
7. Again and Again - 3:10
8. Deep Infection - 3:31
9. Sick and Tired - 5:38
10. A Moment of Truth - 7:13

## Formazione
- GL Perotti - voce
- Tommy Massara - chitarra
- Gabri Giovanna - basso
- Paolo Crimi - batteria